# Tuber magnatum

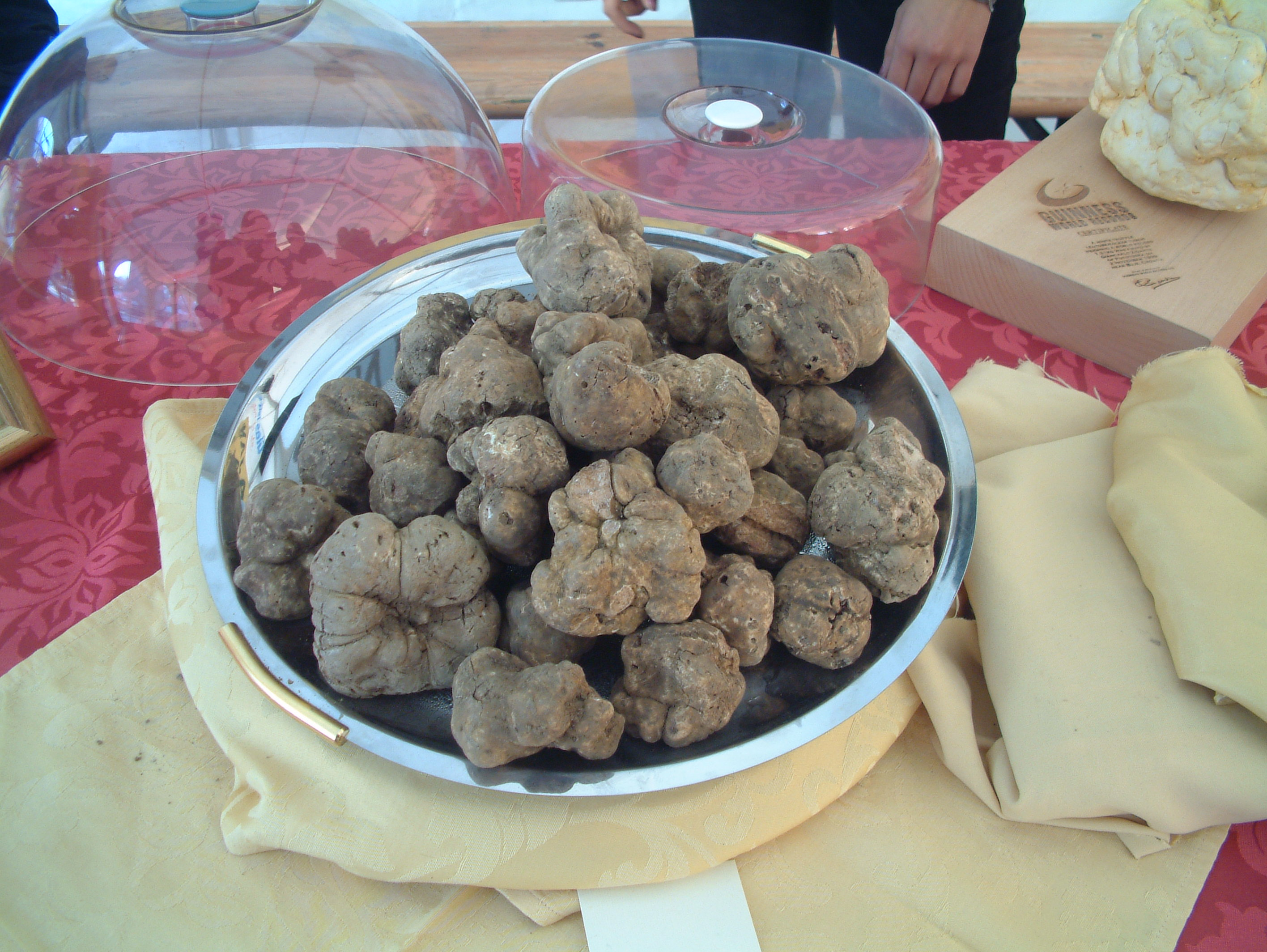
Trufas blancas enteras

La trufa blanca (Tuber magnatum) es una especie de trufa que prolifera principalmente en las zonas italianas de Langhe y Monferrato, en el Piamonte, cerca de las ciudades de Alba y Asti. También hay poblaciones en Croacia, Istria y el Drome de Francia.
Crece en simbiosis con encinas y robles, avellanos y chopos y fructifica en otoño. Puede llegar a lograr un diámetro de 12 cm y pesar 500 gramos, aunque normalmente es mucho más pequeña. Su pulpa es de color crema pálido o marrón con bandas blancas.
En la ciudad de Alba, la trufa blanca, en italiano Tartufo bianco d'Alba, se cosecha de octubre a noviembre y se  celebra la feria de la trufa (Fiera del Tartufo).
En el 2001, las trufas blancas se vendían de 1000–2200 USD a 2000–4500 USD por kg; hacia diciembre de 2009 su precio de venta llegaba a 14.203,50 USD por kilo.